# Elisabetta Pizio
Elisabetta Pizio (Schilpario, 19 marzo 1971) è un'ex pattinatrice di velocità su ghiaccio italiana.

## Biografia
Nata a Schilpario, in provincia di Bergamo, nel 1971, partecipa alle sue prime gare importanti nel 1989, a 18 anni.
A 22 anni partecipa ai Giochi olimpici di Lillehammer 1994, nelle gare dei 1500 e 3000 metri. Nella prima arriva 29ª in 2'11"02, mentre nella seconda termina al 18º posto in 4'32"34.
Si ritira nel 1996, a 25 anni.
È sposata con il collega Ermanno Ioriatti, con il quale ha avuto una figlia nel 2000, Gloria Ioriatti, anche lei pattinatrice ma di short track e un figlio nel 2004, Federico.
È dirigente scolastico nelle scuole della Val di Fiemme.